# Naoki Sakai
Naoki Sakai (n. 22 august 1975) este un fost fotbalist japonez.

## Statistici
| Japonia | Japonia | Japonia |
| An      | Meciuri | Goluri  |
| ------- | ------- | ------- |
| 1996    | 1       | 0       |
| Total   | 1       | 0       |